# Monte Dana

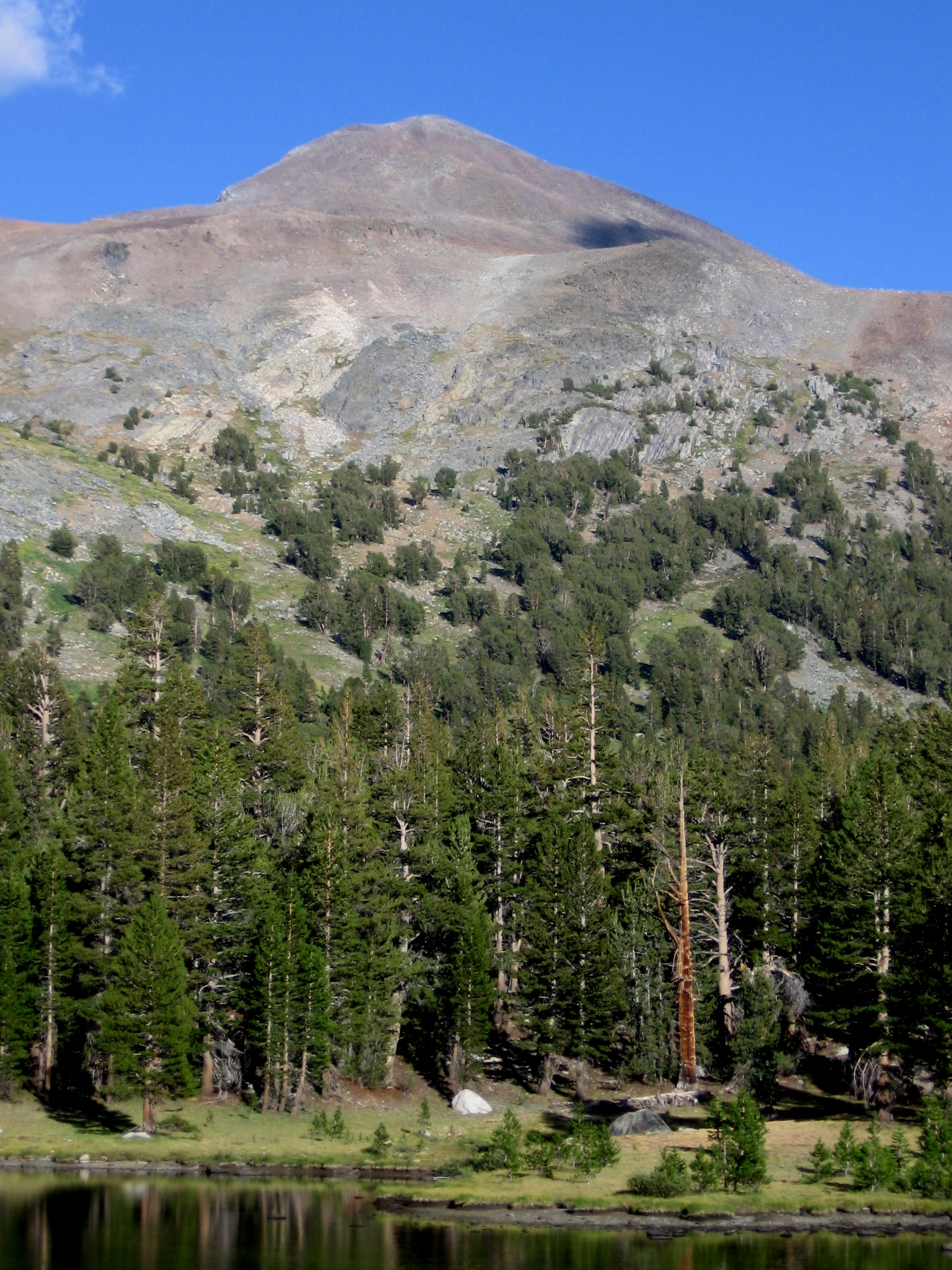
O monte Dana visto de oeste. Esta é a vertente que se escala a pé.

O Monte Dana é uma montanha situada no extremo oriental do Parque Nacional de Yosemite, na Califórnia, Estados Unidos. Com uma elevação de 3 981 metros é a segunda montanha mais alta do parque (após o Monte Lyell). Deve o seu nome a James Dwight Dana, que foi professor de geologia na Universidade de Yale